# Alan Rudolph
Alan Steven Rudolph (nascut el 18 de desembre de 1943) és un director de cinema i guionista nord-americà.

## Primers de la vida
Rudolph va néixer a Los Angeles, Califòrnia, fill d'Oscar Rudolph (1911-1991), director i actor de televisió, i la seva dona.
Es va interessar pel cinema i va ser protegit del director Robert Altman. Rudolph va treballar com a assistent de direcció en l'adaptació cinematogràfica d'Altman de El llarg adéu de Raymond Chandler i més tard a Nashville.

## Carrera
Les pel·lícules de Rudolph se centren en personatges aïllats i excèntrics i les seves relacions, i sovint són peces de conjunt que inclouen romanticisme i fantasia. Ha escrit gairebé totes les seves pel·lícules. A més, ha treballat repetidament amb els actors Keith Carradine i Geneviève Bujold, i el compositor Mark Isham.
El director Rudolph va guanyar protagonisme amb Escull-me (1984), la història de les relacions sexuals entre un grapat de persones solitàries, però encantadores: una expropietària d'un bar prostituta (Lesley Ann Warren), una presentadora de tertúlies de ràdio emocionalment reprimida (Bujold) i un boig terriblement honest (Carradine). Inquietuds (1985) va comptar amb Kris Kristofferson així com Bujold, Carradine i Divine, en un rar, fora d'arrossegament femení, actuació. La pel·lícula es va presentar al 36è Festival Internacional de Cinema de Berlín.
Els moderns (1988) és una història d'amor de ficció ambientada a París el 1926 entre coneguts expatriats nord-americans com Ernest Hemingway i F. Scott Fitzgerald, amb qui els personatges de la pel·lícula es troben breument. L'artista nord-americà expatriat (Carradine) torna a encendre el seu amor per la seva antiga dona (Linda Fiorentino), malgrat el seu matrimoni amb un col·leccionista d'art sinistre i filisteu interpretat per John Lone.
L'any 1990, Rudolph va escriure i dirigir la història d'amor de l'ull privat Amor perseguit, filmada a Portland (Oregon).
Després del thriller Pensaments mortals (1991) protagonitzat per Demi Moore, va dirigir Equinox (1992), amb Matthew Modine  interpretant un parell de bessons separats. La seva La senyora Parker i el cercle viciós (1994), va ser una pel·lícula biogràfica de Dorothy Parker, amb Jennifer Jason Leigh al paper principal.
Breakfast of Champions (1999) va ser una adaptació de la novel·la de metaficció de Kurt Vonnegut, amb Albert Finney com a protagonista en el paper de l'escriptor Kilgore Trout, molt prolífic però terminalment subvalorat. La pel·lícula es va presentar al 49è Festival Internacional de Cinema de Berlín.
Rudolph també s'ha dedicat a la pintura, i l'abril de 2008, va presentar una exposició individual de les seves pintures a la Gallery Fraga, Bainbridge Island (Washington). El 2017, va dirigir Ray Meets Helen, una història d'amor entre dos estranys forasters, representada pel veterà actor Rudolph Keith Carradine i Sondra Locke, a la seva darrera pel·lícula.

## Filmografia
| Any  | Títol                                | Director | Guionista | Productor |
| ---- | ------------------------------------ | -------- | --------- | --------- |
| 1972 | Premonition                          | Sí       | No        | Sí        |
| 1974 | Nightmare Circus                     | Sí       | No        | Sí        |
| 1976 | Benvingut a Los Angeles              | Sí       | Sí        | No        |
| 1978 | Recorda el meu nom                   | Sí       | Sí        | No        |
| 1980 | Roadie                               | Sí       | Story     | No        |
| 1982 | Espècies assassines                  | Sí       | No        | No        |
| 1983 | Return Engagement                    | Sí       | No        | No        |
| 1984 | Escull-me                            | Sí       | Sí        | No        |
| 1984 | Songwriter                           | Sí       | No        | No        |
| 1985 | Inquietuds                           | Sí       | Sí        | No        |
| 1987 | Fet al cel                           | Sí       | No        | No        |
| 1988 | Els moderns                          | Sí       | Sí        | No        |
| 1990 | Amor perseguit                       | Sí       | Sí        | No        |
| 1991 | Pensaments mortals                   | Sí       | No        | No        |
| 1992 | Equinox                              | Sí       | Sí        | No        |
| 1994 | La senyora Parker i el cercle viciós | Sí       | Sí        | No        |
| 1997 | Afterglow                            | Sí       | Sí        | No        |
| 1999 | Breakfast of Champions               | Sí       | Sí        | No        |
| 2000 | Trixie                               | Sí       | Sí        | No        |
| 2001 | Investigating Sex                    | Sí       | Sí        | Sí        |
| 2002 | The Secret Lives of Dentists         | Sí       | No        | No        |
| 2017 | Ray Meets Helen                      | Sí       | Sí        | No        |